# Joana Sainz García
Joana Sainz Garcia (Madrid, 1989 - Las Berlanas, Província d'Àvila, 1 de setembre de 2019) fou una cantant, ballarina i compositora espanyola.
Membre de l'Orquestra Súper Holliwood, va morir a causa d'una explosió accidental de les llums artificials de l'escenari, mentre actuava en un concert a prop de Madrid el setembre de 2019. Concretament, el concert se celebrava a la localitat de Las Berlanas, a la província d'Àvila, on més de mil espectadors van ser testimonis en directe de la trajèdia.